# プトラジャヤ・モノレール
プトラジャヤ・モノレール（英: Putrajaya Monorail、マレー語: Monorel Putrajaya）は、マレーシアプトラジャヤで建設中のモノレールである。
プトラジャヤでは、当初ライトレールが建設されることになっており、そのためのトンネル建設が進行中であったが、建設計画の変更でモノレールによる建設計画が採用された。
モノレールには、以下の2本の路線が必要とされていた。
- 1号線 - 17駅、延長12km。
- 2号線 - 6駅、延長6km。

2004年に建設が中断したが、プトラジャヤ都市圏の人口増加により建設の再開が見込まれている。
モノレールには、現在未完成のモノレール吊り橋およびプトラ橋が含まれている。
モノレール路線は、プトラジャヤ/サイバージャヤERL駅にて、クアラルンプールおよびクアラルンプール国際空港に連絡するKLIAトランジットと接続する予定である。
建設費用は4億リンギット (RM) が掛かっている。